# Дощовикові
Дощовикові (Lumbricidae) — родина дощових черв'яків. Близько 33 видів люмбрицидів натуралізувалися в усьому світі, але основна частина видів знаходиться в Голарктичному регіоні: від Канади (наприклад, Bimastos lawrenceae на острові Ванкувер) і Сполучених Штатів (наприклад, Eisenoides carolinensis, Eisenoides lonnbergi та більшість видів Bimastos) і по всій Євразії до Японії (наприклад, Eisenia japonica, E. koreana і Helodrilus hachiojii). Загадковим видом у Тасманії є Eophila eti. Наразі визнано 670 дійсних видів і підвидів приблизно в 42 родах. Ця родина включає більшість видів дощових черв'яків, добре відомих в Європі та Азії.

## Роди
Родина складається з родів:
- Allolobophora Eisen, 1874
- Alpodinaridella(інші мови) Mršić, 1987
- Aporrectodea(інші мови) Orley, 1885
- Bimastos(інші мови) Moore, 1893
- Castellodrilus Qiu & Bouché, 1998 stat. nov.[4]
- Cataladrilus(інші мови) Qiu & Bouché, 1998
- Cernosvitovia(інші мови) Omodeo, 1956
- Creinella(інші мови) Mršić, 1986
- Dendrobaena(інші мови) Eisen, 1874
- Eisenia(інші мови) Malm, 1877
- Eiseniella(інші мови) Michaelsen, 1900
- Eiseniona(інші мови) Omodeo, 1956
- Eophila(інші мови) Rosa, 1893
- Ethnodrilus(інші мови) Bouché, 1972
- Eumenescolex(інші мови) Qiu & Bouché, 1998
- Fitzingeria(інші мови) Zicsi, 1978
- Flabellodrilus Gérard, Decaëns & Marchán in Gérard et al., 2023
- Gatesona(інші мови) Qiu & Bouché, 1998
- Healyella(інші мови) Omodeo & Rota, 1989
- Helodrilus(інші мови) Hoffmeister, 1845
- Heraclescolex(інші мови) Qiu & Bouché, 1998
- Iberoscolex(інші мови) Qiu & Bouché, 1998
- Imetescolex  Szederjesi, Marchán & Csuzdi In Szederjesi et al., 2022
- Italobalkaniona(інші мови) Mršić & Šapkarev, 1988
- Kenleenus(інші мови) Qiu & Bouché, 1998
- Kritodrilus(інші мови) Dumnicka, 1983
- Lumbricus(інші мови) Linnaeus, 1758
- Meroandriella(інші мови) Mršić, 1987
- Octodriloides(інші мови) Zicsi, 1986
- Octodrilus(інші мови) Omodeo, 1956
- Octolasion(інші мови) Örley, 1885
- Octolasium(інші мови) Michaelsen, 1900
- Omilurus(інші мови) Templeton, 1836
- Orodrilus(інші мови) Bouché, 1972
- Perelia(інші мови) Easton, 1983
- Philomontanus(інші мови) Bozorgi, Seiedy, Malek, Aira, Pérez-Losada & Domínguez, 2019
- Pietromodeona Qiu & Bouché, 1998
- Postandrilus(інші мови) Qiu & Bouché, 1998
- Proctodrilus(інші мови) Zicsi, 1985
- Prosellodrilus(інші мови) Bouché, 1972
- Reynoldsia Qiu & Bouché, 1998
- Satchellius(інші мови) Gates, 1975
- Scherotheca(інші мови) Bouché, 1972
- Spermophorodrilus(інші мови) Bouché, 1975
- Tetragonurus(інші мови) Eisen, 1874 This link is to a genus of fish: Tetragonurus Risso, 1810. Tetragonurus Eisen is a junior homonym, now accepted as Eiseniella[5]
- Zophoscolex(інші мови) Qiu & Bouché, 1998

## Поширення
Черви родини Lumbricidae походять з Європи, але з часом члени родини були завезені та поширені по всьому світу.
Lumbricidae складають більшість дощових черв'яків, знайдених у Китаї, попри те, що вони не є рідними для цього регіону. На значних висотах в Індії теж можна знайти деякі види Lumbicidae.
Коли європейські поселенці прибули до Північної Америки, з'явилися і європейські дощові черв'яки, такі як Lumbricidae. До цього території Північної Америки, де були льодовики, були здебільшого вільні від черв'яків. Відомо, що черв'яки Lumbricidae поширені в район Великих озер. Інтродуковані черви впливають на місцеві види та середовище. Вважається, що види родини, такі як Lumbricus rubelles, витіснили місцеві види в ряді регіонів. Також Lumbricidae переважають місцеві види за біомасою. Попри це, вони не такі продуктивні з точки зору переробки азоту та фосфору, як місцеві види. Черв'яки Lumbricidae також, як правило, мають більшу різноманітність видів, ніж місцеві черв'яки Північної Америки, хоча видова багатство як місцевих, так і Lumbricidae зменшується зі збільшенням широт.
Подібно до Північної Америки, черв'яки цеї родини були завезені до Нової Зеландії та Австралії європейськими поселенцями.